# Стара механа у Барајеву
Стара механа у Барајеву се налази у Барајеву, насељеном месту на територији градске општине Барајево. Представља непокретно културно добро као споменик културе.

## Историјат
Стара механа у Барајеву представља заметак барајевске чаршије Багрдан, нуклеус око кога се током XIX века формира значајан трговачко-пословни центар села Барајева. Багрдан је био, и данас је, трговачко, административно и пословно средиште Барајева, и то не само за његове засеоке, него и за сва околна села која гравитирају Барајеву као обласном центру.
Подигнута је у првој половини XIX века, уз стари друм, тако да својим ширим делом иде у унутрашњост парцеле. По свом положају, типолошким обележјима и архитектонској обради, данас представља типичан примерак друмске механе у Србији из XIX века.

## Изглед
Стара механа у Барајеву - Багрдан је грађена у камену са дрвеним либажним гредама, док је трем дозидан касније, од печене цигле. Темељи су од ломљеног камена. Кровна конструкција је од дрвених рогова и греда, а кровни покривач од црепа. Таванице су обрађене у малтеру, а столарија је новијег датума и доста разнородна. У току свог трајања зграда је претрпела знатне измене, али је у целини сачувала све битне елементе. Око 1880. године извршене су преправке и доградње овог старог здања ради усклађивања са тадашњим прописима о друмским механама. Том приликом је дограђен трем са лучним аркадама на задњој фасади, док су трем и доксат на главној уличној фасади затворени неком од каснијих интервенција. Промене у ентеријеру су настајале у складу са функционалним захтевима нових власника и корисника.